# Osiedle Sikorskiego (Kościan)
Osiedle Władysława Sikorskiego – osiedle położone w południowej części Kościana, zajmuje obszar na zachód od linii kolejowej linii kolejowej Poznań - Wrocław.
Osiedle jest zabudowane domkami jednorodzinnymi i blokami wielorodzinnymi, w południowej części osiedla znajdują się tereny dawnej cukrowni. Osią osiedla jest ulica Nacławska.